# تپه قلات جلدیان
تپه قلات جلدیان مربوط به دوران پیش از تاریخ ایران باستان است و در غرب پادگان جلدیان و در وسط روستا واقع شده و این اثر در تاریخ ۱۶ دی ۱۳۴۵ با شمارهٔ ثبت ۶۱۳ به‌عنوان یکی از آثار ملی ایران به ثبت رسیده است.